# لوبومیر ملنیک
لوبومیر ملنیک (Lubomyr Melnyk) متولد ۲۲ دسامبر ۱۹۴۸ برابر با ۱ دی ماه ۱۳۲۷ نوازندهٔ چیره‌دست پیانو به شمار می‌رود. او زادهٔ اوکراین و یکی از خاص‌ترین آهنگسازان دنیای موسیقی است. تکنیک نوازندگی و آهنگسازی او متفاوت با هر موسیقایی است که تا کنون وجود داشته‌. او زندگی خود را وقف نوازندگی و آهنگسازی کرده‌ است و تکنینک نوازندگی او که موسیقی پیوسته (continuous music) نام دارد مبتنی بر در هم آمیختگی نت‌های سیال و پیچیده برای ایجاد هارمونی و طنین‌های(رنگ صدا) تأثیرگذار است.

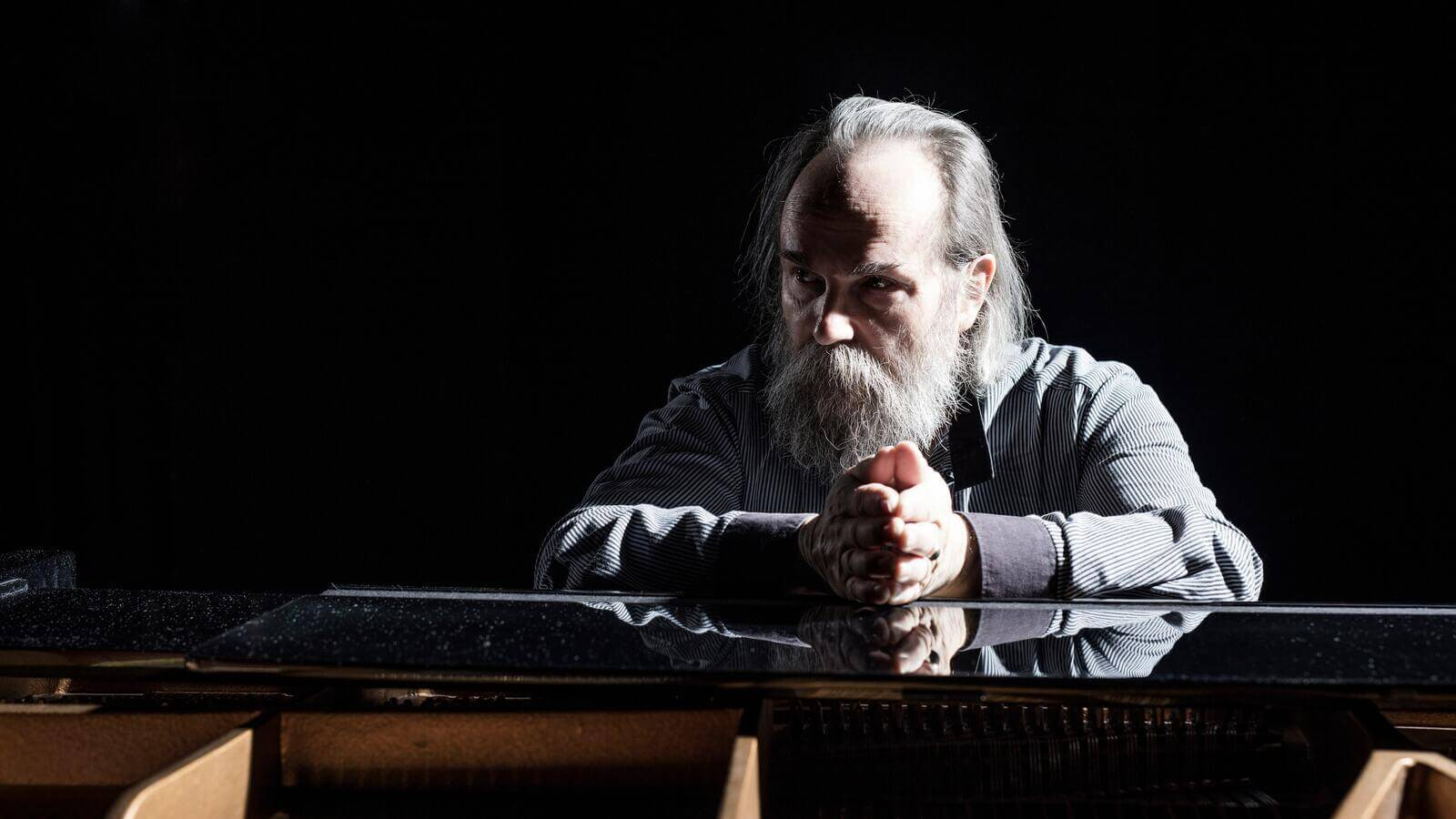
ملنیک

## تکنیک نوازندگی
لوبومیر ملنیک لقب سریع‌ترین پیانیست تاریخ را دارد. او توانایی دارد با هر دست 19 نت در ثانیه (38 نت در هر ثانیه با دو دست) را بنوازد. او می‌تواند نواختن 14 نت در هر ثانیه را برای مدت 1 ساعت ادامه دهد. علاوه بر تکنیک نواختن بسیار سریع که او را در بین تمام نوازندگان منحصر به فرد می‌کند؛ او آهنگسازی بسیار تأثیرگذار است. برخی منتقدین آهنگسازی او را به اشتباه جزو آثار مینیمال دسته‌بندی کرده‌اند اما با گوش فرا دادن به نت‌هایی که او کنار هم می‌چیند سریعاً متوجه خواهیم شد با یک دنیای سراسر نت، بی‌وقفه و بسیار پیچیده رو به رو هستیم که در طی نواخته شدن در انسان احساسات گوناگون و ژرفی ایجاد می‌کند. او این کار را با هماهنگی تمام بین ذهن، جسم و روح انجام می‌دهد و دنیایی سراسر مجزا از آنچه تا کنون وجود داشته است خلق می‌کند. او برای رسیدن به هماهنگی هر چه بیشتر بین جسم و ذهن در هنگام نواختن پیانو، از تمرینات کونگ فو بهره می‌برد. او ده انگشت دارد و در حین نواختن پیانو هر ده انگشت او آزاد و زنده بر روی پیانو می‌رقصند.
وی رساله‌ای با نام (زمان باز: هنر موسیقی پیوسته / OPEN TIME: The Art of Continuous Music) دارد که در آن از نحوهٔ پیوستگی بین جسم و ذهن هنگام نواختن پیانو سخن گفته‌ است.

## آلبوم‌ها و آهنگ‌ها
- KMH: موسیقی پیانو در حالت پیوسته (۱۹۷۹)
- لوند - سن پتری سمفونی (۱۹۸۳)
- کنسرت-رکوئیم (۱۹۸۳)
- پوسلانیه (۱۹۸۳)
- شوالیه سنگی (۱۹۸۳)
- آهنگ گالادریل (۱۹۸۵)
- بقایای انسان / فواره (۱۹۸۵)
- Wave-Lox (1985)
- صدای درختان (۱۹۸۵)
- NICHE / NOURISH / NICHE-XONs (1988)
- پرتره ای از پتلورا در روزی که او کشته شد {Lyrrest} (1989)
- برای ما آشکار شد که انسان مرکز جهان است (۱۹۹۳)
- پرستوها (۱۹۹۴)
- آواز و آنتیفون (۱۹۹۱–۱۹۹۴)
- فراتر از عاشقانه (۲۰۱۰)
- راه خود روشن (۲۰۱۱)
- آسیاب‌های بادی (۲۰۱۳)
- نتیجه (۲۰۱۳) (سوابق نوارهای پاک شده)
- Three Solo Pieces (2013)
- اورتینا (۲۰۱۴) (سوابق نوارهای پاک شده)
- رودخانه‌ها و جریان‌ها (۲۰۱۵) (سوابق نوارهای پاک شده)
- illirion (2016) (Sony Classical Records / Sounds of Subterrania)
- The Dreamers Ever Leave You - The Lauren Harris Ballet Music (2018)
- درختان افتاده (۲۰۱۸) (سوابق نوارهای پاک شده)

## چند نقل قول
ملنیک در رابطه با تکنیک خود و شرایط انجام آن می‌گوید:
«یک عمل خلقت وجود دارد. برای اینکه این عمل خلقت اتفاق بیفتد، بدن پیانیست و نه فقط انگشتان، بلکه کل بدن باید دگرگون شود؛ زیرا برای ایجاد این تغییرات بسیار کوچک و تصمیمات بسیار کوچکی که در هنگام ساختن موسیقی یا هنگام پخش موسیقی گرفته می‌شود، باید با سرعتی بیشتر از هر موسیقی دیگری اتفاق بیفتد. ذهن باید خیلی چیزها را کنترل کند؛ بنابراین تصمیمات در بُعد دیگری غیر از آنچه انگشتان دست انجام می‌دهند گرفته می‌شوند. بخشی از ذهن من انگشتان را کنترل می‌کند، بخشی از ذهن من کنترل دستم را در اختیار دارد، بخشی از ذهن من تمام بدنم را کنترل می‌کند، بخشی از ذهن من به دنیای دیگری فکر می‌کند و بخشی از ذهن من همه چیز را با هم ترکیب می‌کند. برای اینکه بدن بتواند به این جهان عظیم که بسیار گسترده است دست یابد، باید تغییر کند. این همان چیزی است که موسیقی مداوم در مورد آن است.»
او موسیقی خود را به هویت ملی خود پیوند می‌دهد و در این رابطه گفته‌ است: 
«اگر من اوکراینی نبودم این موسیقی اصلاً وجود نداشت. ویژگی متمایز ما اوکراینی‌ها این است که تمایل داریم خودمان را قربانی کنیم. اوکراینی‌ها برای چیزهایی که برای آنها مهم است فداکاری می‌کنند.»
لوبومیر ملنیک هیچگاه ازدواج نکرده و در تمام زندگی خود به پیانو، تفکر و یافتن راهکارهایی در ساختار موسیقی برای القای احساسات عمیق درون انسان‌ها پرداخته‌ است. وی تمامِ خود را وقف این راه ساخته‌ است و به دلیل ارادت مادام‌العمری که به این راه داشته‌ است به وی لقب پیامبر پیانو (The Prophet of the Piano) داده‌اند.